# كو جيلز
كو جيلز (31 مارس 1989 بآندرلخت في بلجيكا - ) هو لاعب كرة قدم بلجيكي في مركز الدفاع. شارك مع منتخب بلجيكا تحت 17 سنة لكرة القدم. أما مع النوادي، فقد لعب مع كيه في ميخيلين ونادي رويال أندرلخت وفيربرودرينغ دندر إندرخت هكلغام ‏ وS.C. Eendracht Aalst ‏ وK.S.K. Heist ‏ وRoyale Union Tubize-Braine ‏ وMVV Maastricht ‏.

## وصلات خارجية
- كو جيلز على موقع قاعدة بيانات كرة القدم.إي يو (الإنجليزية)
- كو جيلز على موقع Soccerway.com (الإنجليزية)